# Grodziec (województwo pomorskie)
Grodziec – osada w Polsce w województwie pomorskim, w powiecie kwidzyńskim, w gminie Prabuty.
W latach 1975–1998 miejscowość administracyjnie należała do województwa elbląskiego.
Zobacz też: Grodziec, Grodziec Mały